# 刘北汜
刘北汜（1917年—1995年），曾用笔名冯荒、董桑，中国报刊编辑、作家、文学家、历史学家。民盟中央文化委员会委员。

## 生平
1934年开始刘北汜开始在《延边晨报》的《银岛》副刊发表散文和诗歌，同年夏天仍在就读初中的他接替了《银岛》副刊的编辑工作。抗日战争时期他最初就读西南联合大学中文系，后转入历史系。毕业后他曾在昆明云南大学附中担任教职工作。
1946年9月他任职于上海大公报社，先后参与《文艺》、《大公园》、《读书与出版》、《戏剧与电影》、《文化生活》、《群众文艺》等刊物的编辑工作。1951年，他作为上海大公报唯一的战地记者到朝鲜参与抗美援朝战地采访，著有《朝鲜在战斗中》通讯报导集。
1953年以后，刘北汜历任天津大公报、北京大公报文化生活组组长、副刊主编等职务。
1978年刘北汜调入故宫博物院，担任过《故宫博物院院刊》主编、《紫禁城》杂志主编、研究室副主任、主任。1983年创办紫禁城出版社，任社长、总编、院出版委员会副主任等职务。1991年，他被中国国务院聘为中央文史研究馆馆员。1992年10月，他被评为“有突出贡献的优秀专家”，享受中国政府特殊津贴。

## 著作
- 《故宫珍藏人物照片荟萃》紫禁城出版社 1994
- 《国泰赐死》《紫禁城》杂志 1993年4期
- 《诗书画丛刊》第三辑 紫禁城出版社 1993年
- 《清代皇帝传略》（责编） 紫禁城出版社 1991年
- 《明朝十六帝》 （与许大龄等合著） 紫禁城出版社 1991年
- 《故宫秘录》（主编） 上海文化出版社 1991年
- 《故宫春秋》 北京少年儿童出版社 1991年
- 《故宫掌故》（主编） 上海文化出版社 1991年
- 《俞平伯写故宫》（冯荒） 《紫禁城》杂志1990年5期
- 《清宫述闻》（章乃炜） 紫禁城出版社 1990年
- 《清宫琐记》（责编）　紫禁城出版社　1990年
- 《故宫札记》（责编）　紫禁城出版社　1990年
- 《明朝宦官》（责编）　紫禁城出版社　1989年
- 《故宫沧桑》南粤出版社、紫禁城出版社　1988年
- 《天桥演义》（责编）　紫禁城出版社　1987年
- 《雪霁集》　宁夏人民出版社　1986年
- 《清宫史事》（责编）　紫禁城出版社　1986年
- 《逊清皇室轶事》（责编）　紫禁城出版社	1985年
- 《故宫博物院藏宝录》（编辑）　香港三联书店　1985年
- 《避暑山庄园林艺术》（责编）　紫禁城出版社　1985年
- 《荒原雨》　花城出版社　1984年
- 《故宫新语》（主编）　上海文化出版社　1984年
- 《一次不了了之的越班事件》　《紫禁城》1982年4期
- 《大雩之礼祝文一例》　《紫禁城》1982年3期
- 《天灯之累》《紫禁城》1982年3期
- 《关于贞贵妃肖像》《紫禁城》1982年1期
- 《慈禧扮观音》《紫禁城》1980年4期
- 《拿红旗的人》上海文光书店　1952年
- 《朝鲜在战斗中》　上海大公报社　1951年
- 《人的道路》　上海文化工作出版社　1949年
- 《山谷》　上海文化工作出版社　1949年
- 《涉水集》　上海文化生活出版社　1949年
- 《栈道的春天》　上海文化生活出版社　1949年
- 《伙伴们》　上海文化工作出版社　1949年
- 《云层》　上海中兴出版社　1948年
- 《曙前》　上海文化生活出版社　1948年
- 《小河水长流》1940年代
- 《远方集》1940年代